# سیارک ۳۹۸۲
سیارک ۳۹۸۲ (به انگلیسی: 3982 Kastelʹ، نامگذاری:1984JP1) سه هزار و نهصد و هشتاد و دومین سیارک کشف شده‌است که در ۲ مه ۱۹۸۴ کشف شد.
قدر مطلق سیارک برابر ۱۳٫۲۰ است.